# Jallaram Kamanpur
Jallaram Kamanpur (o più semplicemente Jallaram) è una suddivisione dell'India, classificata come census town, di 11.100 abitanti, situata nel distretto di Karimnagar, nello stato federato del Telangana. In base al numero di abitanti la città rientra nella classe IV (da 10.000 a 19.999 persone).

## Società

### Evoluzione demografica
Al censimento del 2001 la popolazione di Jallaram Kamanpur assommava a 11.100 persone, delle quali 5.778 maschi e 5.322 femmine. I bambini di età inferiore o uguale ai sei anni assommavano a 1.246, dei quali 661 maschi e 585 femmine. Infine, coloro che erano in grado di saper almeno leggere e scrivere erano 6.609, dei quali 3.840 maschi e 2.769 femmine.